# 秋田県道175号和田停車場線
秋田県道175号和田停車場線（あきたけんどう175ごう わだていしゃじょうせん）は、秋田県秋田市の和田駅前を通る一般県道である。

## 概要
JR東日本 奥羽本線 和田駅前から北方向367メートル、国道13号交点までの短路線である。

### 路線データ
- 総延長 : 0.367 km[2]
- 実延長 : 0.367 km[2]
- 起点 : 秋田県秋田市河辺和田字和田上中野138番（和田駅）[3]北緯39度39分3.92秒 東経140度13分3.78秒
- 終点 : 秋田県秋田市河辺北野田高屋字下堤下50番11（国道13号、秋田県道62号秋田北野田線交点・和田駅入口交差点）[3]北緯39度39分16.24秒 東経140度13分5.31秒
- 未供用区間 : なし[2]

## 歴史
- 1959年（昭和34年）2月17日 - 秋田県道に認定される[3]。

## 路線状況

### 冬期閉鎖区間
- なし[4]

### 交通不能区間
- なし[5]

## 地理

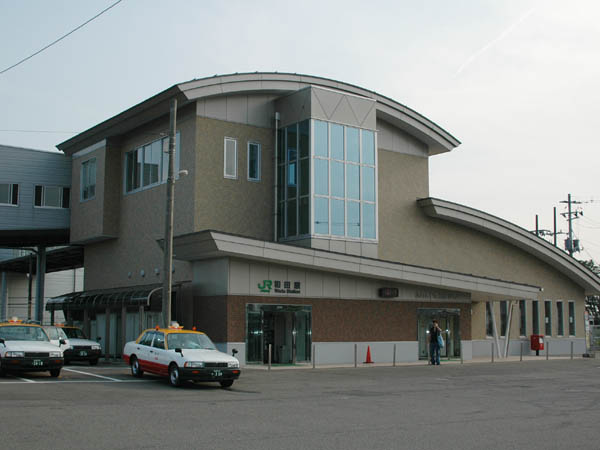
起点・和田駅

### 交差する道路
| 施設名           | 接続路線名                        | 備考 | 所在地                       |
| ---------------- | --------------------------------- | ---- | ---------------------------- |
| 〈和田駅〉       |                                   | 起点 | 秋田市河辺和田字和田上中野   |
| 和田駅入口交差点 | 国道13号 秋田県道62号秋田北野田線 | 終点 | 秋田市河辺北野田高屋字下堤下 |

### 沿線の施設
- JR東日本奥羽本線和田駅
- 太平山三吉神社
- 和田郵便局
- 秋田市河辺市民サービスセンター